# Championnats de Maurice de cyclisme sur route
Les championnats de Maurice de cyclisme sur route sont les championnats nationaux de cyclisme sur route organisés par la Fédération mauricienne de cyclisme.

## Hommes

### Podiums de la course en ligne
| Année | Vainqueur          | Deuxième                      | Troisième         |
| ----- | ------------------ | ----------------------------- | ----------------- |
| 2001  | Thomas Desvaux     |                               |                   |
| 2002  | Thomas Desvaux     |                               |                   |
| 2003  | Steward Pharmasse  |                               |                   |
| 2004  | Steward Pharmasse  |                               |                   |
| 2005  | Mike Chong Chin    | Steward Pharmasse             | Philippe Colin    |
| 2006  | Mike Chong Chin    |                               |                   |
| 2007  | Thomas Desvaux     | Steward Pharmasse             | Yannick Lincoln   |
| 2008  | Hugo Caëtane       | Christophe Lincoln            | Loïc Mamet        |
| 2009  | Thomas Desvaux     | Yannick Lincoln               | Steward Pharmasse |
| 2010  | Hugo Caëtane       | James Colin Mayer             | Yannick Lincoln   |
| 2011  | Thomas Desvaux     | Pascal Ladaub                 | Mike Chong Chin   |
| 2012  | Mathieu Le Blanc   | Hugo Caëtane                  | Sébastien Hacques |
| 2013  | Steward Pharmasse  | Philippe Colin                | Mike Chong Chin   |
| 2014  | Steward Pharmasse  | Mike Chong Chin               | Thierry David     |
| 2015  | Yoan Pirogue       | Philippe Colin                | Jérémy Seeyave    |
| 2016  | Jordan Lebon       | Grégory Lagane                | Michael Khedoo    |
| 2017  | Philippe Colin     | Fitzgerald Rabaye             | Alexandre Mayer   |
| 2018  | Grégory Lagane     | Christopher Lagane            | Yannick Lincoln   |
| 2019  | Dylan Redy         | Grégory Lagane                | Yannick Lincoln   |
| 2020  | Alexandre Mayer    | Yannick Lincoln               | Dylan Redy        |
| 2021  | Alexandre Mayer    | Yannick Lincoln               | Thomas Desvaux    |
| 2022  | Alexandre Mayer    | Thibault Marrier d'Unienville | Dylan Redy        |
| 2023  | Christopher Lagane | Aurélien de Comarmond         | Alexandre Mayer   |
| 2024  | Christopher Lagane | Alexandre Mayer               | Yannick Lincoln   |
| 2025  | Toréa Célestin     | Alexandre Mayer               | Hanson Matombé    |

Multi-titrés
- 4 : Thomas Desvaux, Steward Pharmasse
- 3 : Alexandre Mayer
- 2 : Mike Chong Chin, Hugo Caëtane, Christopher Lagane

### Podiums du contre-la-montre
| Année | Vainqueur             | Deuxième              | Troisième                |
| ----- | --------------------- | --------------------- | ------------------------ |
| 2003  | Colin Mayer           | Christophe Gérard     | Philippe Colin           |
| 2006  | Colin Mayer           | Steward Pharmasse     | Gregory Mayer            |
| 2007  | Yannick Lincoln       | Loïc Mamet            | Philippe Colin           |
| 2008  | Yannick Lincoln       | Loïc Mamet            | Christophe Lincoln       |
| 2009  | Yannick Lincoln       | Thomas Desvaux        | Steward Pharmasse        |
| 2010  | Yannick Lincoln       | James Colin Mayer     | Armand Lecourt de Billot |
| 2011  | Yannick Lincoln       | Steward Pharmasse     | Hugo Caëtane             |
| 2012  | Yannick Lincoln       | Pascal Ladaub         | Michael Kheddoo          |
| 2013  | Yannick Lincoln       | Bernard Lasplaces     | Mike Chong Chin          |
| 2014  | Mike Chong Chin       | Sébastien Tyack       | Bernard Lasplaces        |
| 2015  | Christopher Lagane    | Yannick Lincoln       | Fitzgerald Rabaye        |
| 2016  | Grégory Lagane        | Steward Pharmasse     | Mike Chong Chin          |
| 2017  | Christopher Lagane    | Yannick Lincoln       | Philippe Colin           |
| 2018  | Christopher Lagane    | Yannick Lincoln       | Grégory Lagane           |
| 2019  | Christopher Lagane    | Dylan Redy            | Alexandre Mayer          |
| 2020  | Yannick Lincoln       | Christopher Lagane    | Grégory Lagane           |
| 2021  | Christopher Lagane    | Yannick Lincoln       | Alexandre Mayer          |
| 2022  | Christopher Lagane    | Alexandre Mayer       | Yannick Lincoln          |
| 2023  | Aurélien de Comarmond | Hanson Matombé        | Toréa Célestin           |
| 2024  | Christopher Lagane    | Aurélien de Comarmond | Alexandre Mayer          |
| 2025  | Alexandre Mayer       | Jérémy Raboude        | William Piat             |

Multi-titrés
- 8 : Yannick Lincoln
- 7 : Christopher Lagane
- 2 : Colin Mayer

### Podiums du contre-la-montre par équipes
| Année | Vainqueur                                                                                  | Deuxième                                                                       | Troisième                                                                               |
| ----- | ------------------------------------------------------------------------------------------ | ------------------------------------------------------------------------------ | --------------------------------------------------------------------------------------- |
| 2012  | Yannick Lincoln Mathieu Le Blanc Sébastien Tyack Armand Lecourt de Billot Fabien Halbwachs | Pascal Ladaub Hugo Caëtane Michael Khedoo Ashley Sumbhoolaul Cédric Passée     | Sébastien Hacques Steward Pharmasse Thierry David Grégory Piat Hubert Perdrau           |
| 2013  | Yannick Lincoln Mathieu Le Blanc Grégory Lagane Aurélie Halbwachs Sébastien Tyack          | Michael Khedoo Pascal Ladaub Cédric Passée Bernard Lasplaces                   | Mike Chong Chin Jean-Hugues Labonne Anthony Laurent William Labonne Jordan Lebon        |
| 2014  | Yannick Lincoln Aurélie Halbwachs Sébastien Tyack Jérémy Seeyave Romain Béchard            | Mike Chong Chin Ritesh Choytun Jason Minerve Yoan Pirogue                      | Christopher Lagane Grégory Lagane Steward Pharmasse Thierry David Philippe Colin        |
| 2015  | Grégory Lagane Christopher Lagane Philippe Colin Steward Pharmasse                         | Mike Chong Chin Yoan Pirogue Ritesh Choytun Jordan Lebon Yash Subron           | Jérémy Seeyave Fidzerald Rabaye Jean-Robert François Jean-Philippe Henry Romain Béchard |
| 2016  | Grégory Lagane Christopher Lagane Dylan Redy Philippe Colin                                | Mike Chong Chin Jordan Lebon Jordan Pirogue Ritesh Choytun                     | Michael Khedoo Bernard Lasplaces William Labonne Jean-Hughes Labonne                    |
| 2017  | Philippe Colin Grégory Lagane Steward Pharmasse Jeanlito André                             | Mike Chong Chin Michael Khedoo Jonathan Ah Knee Bernard Lasplaces Robert Leung | Jordan Lebon Yoan Pirogue Ritesh Choytun Emmanuel Malépa Damien Sophie                  |
| 2018  | Christopher Lagane Grégory Lagane Jeanlito André Adriano Azor Fernando Charkot             |                                                                                |                                                                                         |

## Femmes

### Podiums de la course en ligne
| Année | Vainqueur                    | Deuxième                 | Troisième                  |
| ----- | ---------------------------- | ------------------------ | -------------------------- |
| 2011  | Aurélie Halbwachs            | Elizabeth Piat-Dalais    | Magali Perdrau             |
| 2012  | Aurélie Halbwachs            | Elizabeth Sham           | Audrey Senezal             |
| 2016  | Kimberley Le Court de Billot | Aurélie Halbwachs        | Miléna Line Wong Wing Wah  |
| 2019  | Kimberley Le Court de Billot | Vanessa Julienne         | Géraldine Harel            |
| 2020  | Aurélie Halbwachs            | Célia Halbwachs          | Sarah Smither              |
| 2021  | Raphaëlle Lamusse            | Célia Halbwachs          | Camille Chasteau de Balyon |
| 2022  | Aurélie Halbwachs            | Raphaëlle Lamusse        | Lucie de Marigny-Lagesse   |
| 2023  | Aurélie Halbwachs            | Raphaëlle Lamusse        | Lucie de Marigny-Lagesse   |
| 2024  | Kimberley Le Court de Billot | Raphaëlle Lamusse        | Julie Staub                |
| 2025  | Kimberley Le Court de Billot | Lucie de Marigny-Lagesse | Raphaëlle Lamusse          |

Multi-titrées
- 5 : Aurélie Halbwachs
- 4 : Kimberley Le Court de Billot

### Podiums du contre-la-montre
| Année | Vainqueur                    | Deuxième                 | Troisième                  |
| ----- | ---------------------------- | ------------------------ | -------------------------- |
| 2011  | Aurélie Halbwachs            | Vanessa Julienne         | Elizabeth Piat-Dalais      |
| 2012  | Aurélie Halbwachs            | Elizabeth Sham           | Gaëlle Grenouille          |
| 2020  | Aurélie Halbwachs            | Raphaëlle Lamusse        | Valérie Gérard             |
| 2021  | Raphaëlle Lamusse            | Lucie de Marigny-Lagesse | Célia Halbwachs            |
| 2022  | Aurélie Halbwachs            | Raphaëlle Lamusse        | Lucie de Marigny-Lagesse   |
| 2023  | Aurélie Halbwachs            | Raphaëlle Lamusse        | Lucie de Marigny-Lagesse   |
| 2024  | Kimberley Le Court de Billot | Nadine Van Rensburg      | Noemie Marie Shania Martin |
| 2025  | Kimberley Le Court de Billot | Lucie de Marigny-Lagesse | Raphaëlle Lamusse          |

Multi-titrées
- 5 : Aurélie Halbwachs
- 2 : Kimberley Le Court de Billot

## Espoirs Hommes

### Podiums de la course en ligne
| Année | Vainqueur          | Deuxième              | Troisième      |
| ----- | ------------------ | --------------------- | -------------- |
| 2022  | Hanson Matombé     | William Piat          | Toréa Célestin |
| 2024  | William Piat       | Samuel Quevauvilliers | Jérémy Marot   |
| 2025  | Jérémie L’Aiguille | Samuel Quevauvilliers | Lucas Froget   |

### Podiums du contre-la-montre
| Année | Vainqueur             | Deuxième              | Troisième             |
| ----- | --------------------- | --------------------- | --------------------- |
| 2021  | Niels Hartmann        | Dylan Redy            | Aurélien de Comarmond |
| 2022  | Aurélien de Comarmond | Hanson Matombé        | William Piat          |
| 2023  | Aurélien de Comarmond | Hanson Matombé        | Toréa Célestin        |
| 2024  | William Piat          | Samuel Quevauvilliers | Noah Ong Tone         |
| 2025  | Noah Ong Tone         | Samuel Quevauvilliers | Jérémie L'Aiguille    |

Multi-titrés
- 2 : Aurélien de Comarmond

## Juniors Hommes

### Podiums de la course en ligne
| Année | Vainqueur                  | Deuxième              | Troisième             |
| ----- | -------------------------- | --------------------- | --------------------- |
| 2003  | Fernand Fayolle            | Joel Colin            | Philippe Colin        |
| 2008  | James Colin Mayer          | Boris Toulet          | Dylan Ramjan          |
| 2009  | James Colin Mayer          | Mike Hugli            | Fabrice Monvoisin     |
| 2010  | Grégory Piat               | Anthony Laurent       | Mathieu Le Blanc      |
| 2011  | Olivier Le Court de Billot | Sébastien Tyack       | Sébastien Espiègle    |
| 2012  | Sébastien Tyack            | Sébastien Espiègle    | Jordan Lebon          |
| 2013  | Jérémy Seeyave             | Fidzerald Rabaye      | Guillaume Perdrau     |
| 2014  | Jérémy Seeyave             | Grégory Lagane        | Yash Subron           |
| 2015  | Christopher Lagane         | Yash Subron           | Romain Béchard        |
| 2016  | Christopher Lagane         | Dylan Redy            | Julien Tennant        |
| 2017  | Dylan Redy                 | Jeanlito André        | Adriano Azor          |
| 2020  | Kinsley Marie-Jeanne       | Aurélien de Comarmond | Kenny Azor            |
| 2021  | William Piat               | Thibault L’Espérance  | Jean-Luc Sylva        |
| 2022  | Samuel Quevauvilliers      | Keylan Ciprisse       | Noah Ong Tone         |
| 2023  | Samuel Quevauvilliers      | Jérémy Raboude        | Angelo Nany           |
| 2024  | Samuel Dupuy               | Lucas Froget          | Emmanuel Lucas Martin |
| 2025  | Tristan Hardy              | Juliano Ndriamanampy  | Thomas Harel          |

Multi-titrés
- 2 : Samuel Quevauvilliers, Christopher Lagane, James Colin Mayer, Jérémy Seeyave

### Podiums du contre-la-montre
| Année | Vainqueur             | Deuxième                | Troisième            |
| ----- | --------------------- | ----------------------- | -------------------- |
| 2008  | James Colin Mayer     | Jean-Philippe Tyack Jr. | Sébastien Dalais     |
| 2009  | James Colin Mayer     | Curtis Cheung-Chin      | Grégory Piat         |
| 2011  | Mathieu Le Blanc      | Anthony Laurent         | Matthieu Mamet       |
| 2012  | Sébastien Tyack       | Jordan Lebon            | Yoan Pirogue         |
| 2013  | Grégory Lagane        | Guillaume Perdrau       | Jordan Lebon         |
| 2014  | Jérémy Seeyave        | Grégory Lagane          | Yash Subron          |
| 2015  | Christopher Lagane    |                         |                      |
| 2016  | Christopher Lagane    | Dylan Redy              | Jonathan Ah Knee     |
| 2017  | Dylan Redy            | Adriano Azor            | Jeanlito André       |
| 2020  | Samuel Gallet         | Aurélien de Comarmond   | Kinsley Marie-Jeanne |
| 2021  | William Piat          | Thibault L’Espérance    | Jérémie L’Aiguille   |
| 2022  | Samuel Quevauvilliers | Keylan Ciprisse         | Jérémy Raboude       |
| 2023  | Jérémy Raboude        | Samuel Quevauvilliers   |                      |
| 2024  | Samuel Dupuy          | Lucas Froget            | Adrien Toulet        |
| 2025  | Tristan Hardy         | Henri Rouillard         | Thomas Harel         |

Multi-titrés
- 2 : Christopher Lagane, James Colin Mayer

## Cadets Hommes

### Podiums de la course en ligne
| Année | Vainqueur                  | Deuxième           | Troisième             |
| ----- | -------------------------- | ------------------ | --------------------- |
| 1998  | Philippe Colin             | Charles Chimon     | Jean-Marc Fayolle     |
| 1999  | Philippe Colin             | Michel Ah Knee     | Jean-Marc Fayolle     |
| 2008  | Avinash Jugernauth         | Hubert Perdrau     | Mathieu Le Blanc      |
| 2009  | Olivier Le Court de Billot | Anthony Laurent    | James Jolicoeur       |
| 2010  | Sébastien Tyack            | Gabriel Mayer      | Sébastien Espiègle    |
| 2011  | Gabriel Mayer              | William Labonne    | Jordan Lebon          |
| 2012  | Grégory Lagane             | Guillaume Predan   | Jérémy Seeyave        |
| 2013  | Alexandre Mayer            |                    |                       |
| 2014  | Christopher Lagane         | Romain Béchard     | Dylan Redy            |
| 2015  | Adriano Azor               | Fabio Catherine    | Dylan Redy            |
| 2016  | Eduardo Azor               |                    |                       |
| 2017  | Chris Catapermal           |                    |                       |
| 2020  | Keylan Ciprisse            | Jérémie L’Aiguille | Samuel Quevauvilliers |
| 2021  | Keylan Ciprisse            |                    |                       |
| 2022  | Gael André                 | Dylan Alexandre    | Samuel Dupuy          |

Multi-titrés
- 2 : Philippe Colin, Adriano Azor, Keylan Ciprisse

### Podiums du contre-la-montre
| Année | Vainqueur             | Deuxième        | Troisième     |
| ----- | --------------------- | --------------- | ------------- |
| 2021  | Samuel Quevauvilliers | Keylan Ciprisse | Gaël André    |
| 2022  | Samuel Dupuy          | Gaël André      | Chris Francis |

## Minimes Hommes
| Année | Vainqueur            | Deuxième         | Troisième          |
| ----- | -------------------- | ---------------- | ------------------ |
| 1997  | Philippe Colin       |                  |                    |
| 2009  | Gabriel Mayer        | Yoan Pirogue     | William Labonne    |
| 2011  | Alexandre Mayer      | Burny Mootoosamy | Christopher Lagane |
| 2012  | Éric Desjardins      | Julien Tennant   | Christopher Lagane |
| 2014  | Adriano Azor         | Michael How Yaw  | Treven Ramasawmy   |
| 2015  | Treven Ramasawmy     | Jonathan Charlot | Kenny Azor         |
| 2016  | Chris Cataperma      |                  |                    |
| 2017  | Samuel Gallet        |                  |                    |
| 2020  | Ankass Clarice       | Ryan Ramen       | Jamel Saintoux     |
| 2021  | Samuel Dupuy         |                  |                    |
| 2022  | Juliano Ndriamanampy | Jamie Louis      | Tristan Hardy      |